# Synaptura salinarum
Synaptura salinarum és un peix teleosti de la família dels soleids i de l'ordre dels pleuronectiformes.

## Alimentació
Menja peixos i crustacis.

## Distribució geogràfica
Es troba a les costes d'Austràlia.